# パンブフ
パンブフ （Paimbœuf）は、フランス、ペイ・ド・ラ・ロワール地域圏、ロワール＝アトランティック県のコミューン。

## 地理

県におけるパンブフの位置

パンブフはロワール川河口の南岸に位置する。ナントの45km西、サン＝ナゼールの東25kmのところにある。
周辺のコミューンは、コルセプト、サン＝ペール＝アン＝レ、サン＝ヴィオーである。
1999年にINSEEがまとめた順位表によれば、パンブフは都市型のコミューンであり、バンリューはなく、都市的地域に含まれない。
県で2番目に面積が小さなコミューンである。

## 由来

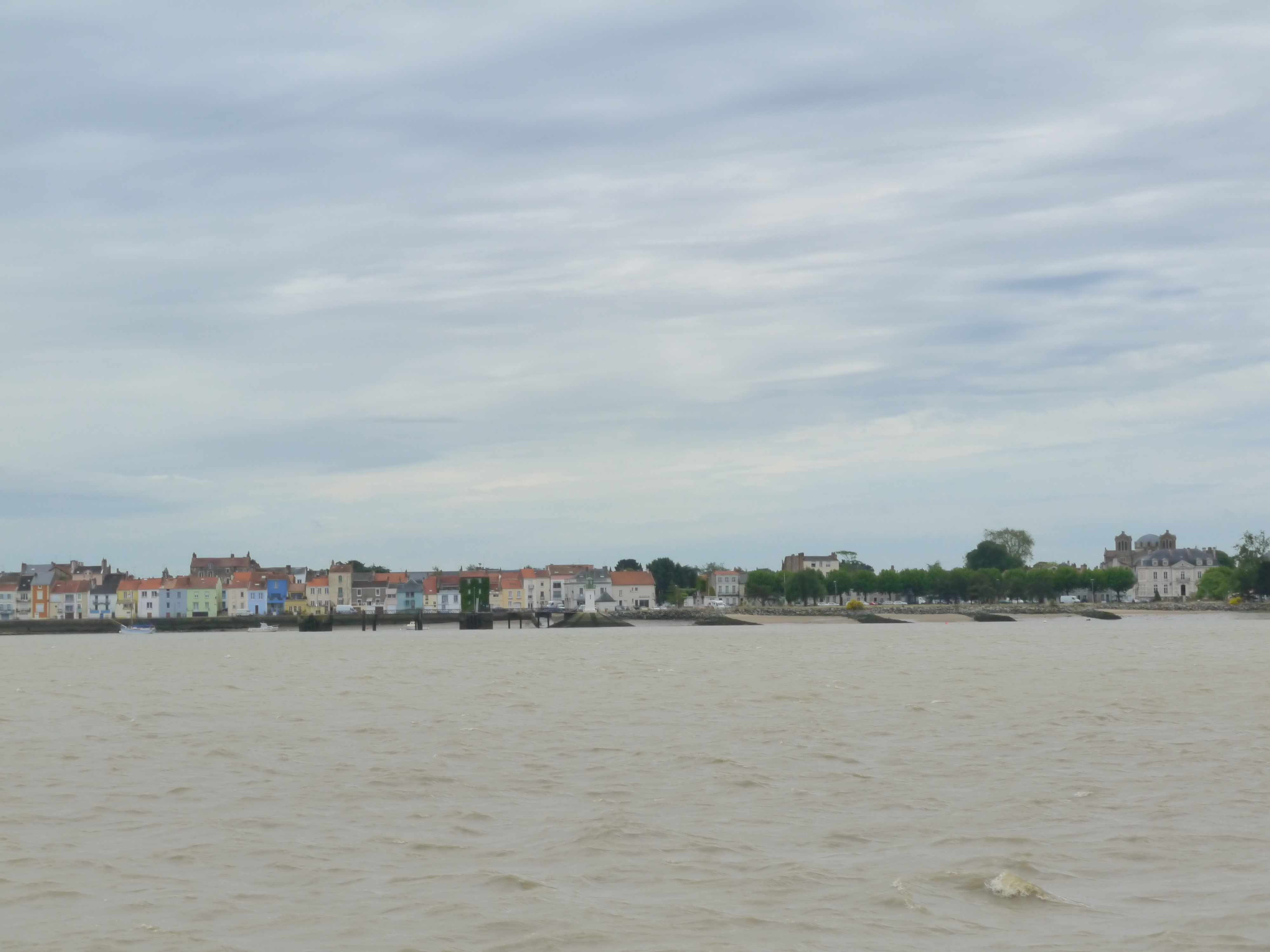
パンブフの海岸

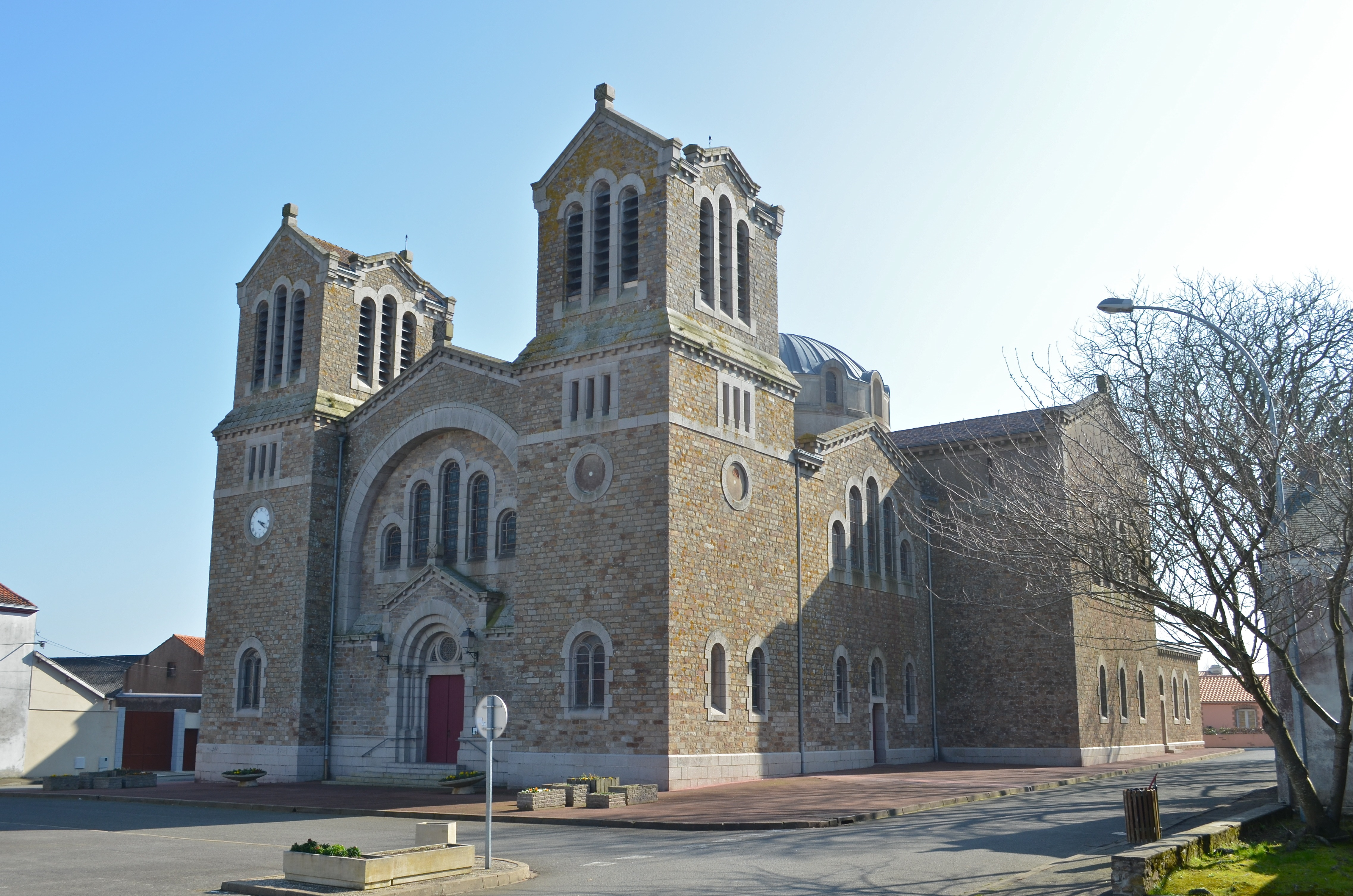
サン・ルイ教会

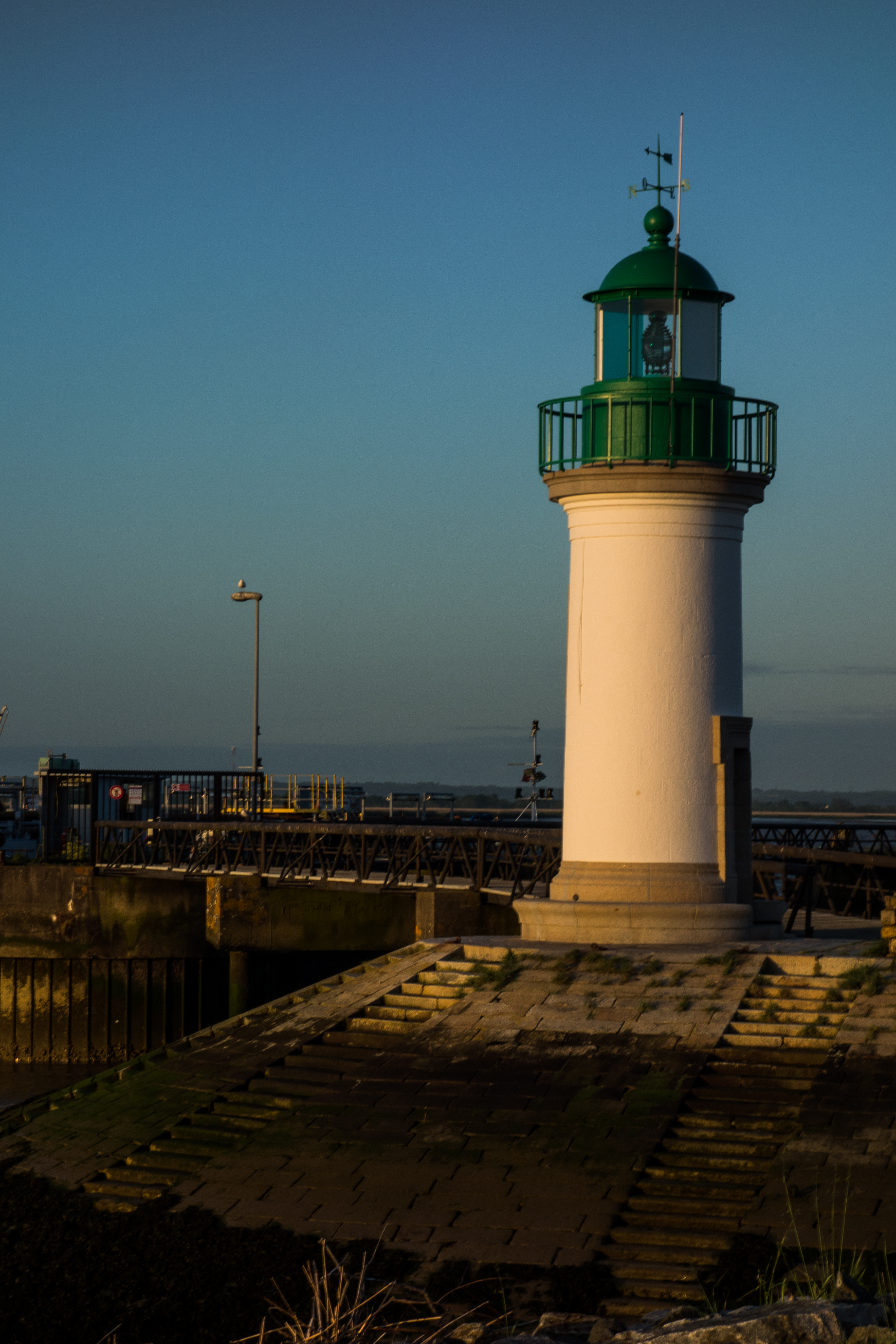
灯台

この地の名称は1091年にPenbo、12世紀にはPincebochi、Penbo、そしてPencebosという形で確認されている。
旧来、都市史の前段として地名の由来を検討することが習わしとなっていた。ルイ・セギノー=レイは、パンブフ史の叙述を街の名の起源の検討から始めている。彼が示す諸々の仮設は音声学的にも歴史的にも疑わしいもので、もはやほとんど地名学者や言語学者や歴史家の関心を引くものではない。そのため地名の語源はいまだはっきりしていない。
支持されている仮説の一つ目は、パンブフにブルトン語すなわちブリソン語に由来する二語からなる地名を読みとるものである。
言語学者・術語学者フィリップ・ジャクによれば、すでに1091年に Penbo という表記が確認されているなど古い語形が知られているため、語源ははっきりしているという。ルドンの特許状台帳には、1091年にベコン公グレヴィアンが Penbo という場所に小修道院とノートルダム礼拝堂を建て、ルドンのサン・ソヴール修道院に寄進したとある。これは Penbo という語を示す最初の文書である。しかしこれは本当にパンブフを指すのか、あるいは、パンブフで確認されている最初の礼拝の場所は1667年に遡るものだが、この小修道院はいったいどうなったのか、といった疑問がある。
実際のところは、最も古いつづりに依拠する場合この地名は Pen- と -bo という二つの要素によって形成されていることになる。Pen- はブリソン語の pen(no)、さらに古ブルトン語の penn（先端・頭・端）、ブルトン語 penn（頭・端部・岬・首領）を表わす要素と考えられ、これはコート＝ダルモール県のパンポル（Paimpol：1184年 Penpol、1198年 Penpul）、イル＝エ＝ヴィレーヌ県のパンポン（Paimpont：832-850年 Caput Pontis、870年のラテン表記では Penpont）ではより確実に認められる。ただしパンブフの場合、Pince- および Pence- といった別系統の古い語形が存在することがこの仮設の弱点となっている。
第2の要素であるbœufは、古ブルトン語のbod（すみか）であり、したがって全体的には『居住地、岬のすみか』である。パンブフは実際にロワール河口の突出した部分に位置している。
コミューンとしてのパンブフは、文化協力公施設法人ブルトン語事務所（fr）に従っており、このことはブルトン語の用例があるロワール南岸のコミューンの中で非常に珍しい。ブルトン語とロマンス語の2言語併用時代、最終的にbodはbœufとなる流れに従わなければならなかった。5世紀の終わりにはブルターニュ起源の集団が、ロワール南岸のパンブフからポルニックまでの間に定住したことが証明されている。
アルベール・ドーザとシャルル・ロスタンは、-bœufを、古いサクソン語のbuthから派生したと考えている。彼らによると、オイル語でかなり頻繁に起きた-beufの進化を考慮したのだという。ローマ時代後期、ロワール河口は実際にリトゥス・サクソニクム（litus Saxonicum、イギリス海峡の両岸の防衛設備）の一部であった。ブルトン語のつづりPembroを説明するため、ブルトン語のbro（pays、国）にひきつけられたことが当然予想させられる。反対に、buthという要素がスカンジナヴィア語源であることを検討する理由はない。ブルターニュには、ヴァイキングとつながりがあると専門家が認識した地名は存在しないからである。
ガロ語でパンブフはPenboeとつづられる。

## 歴史

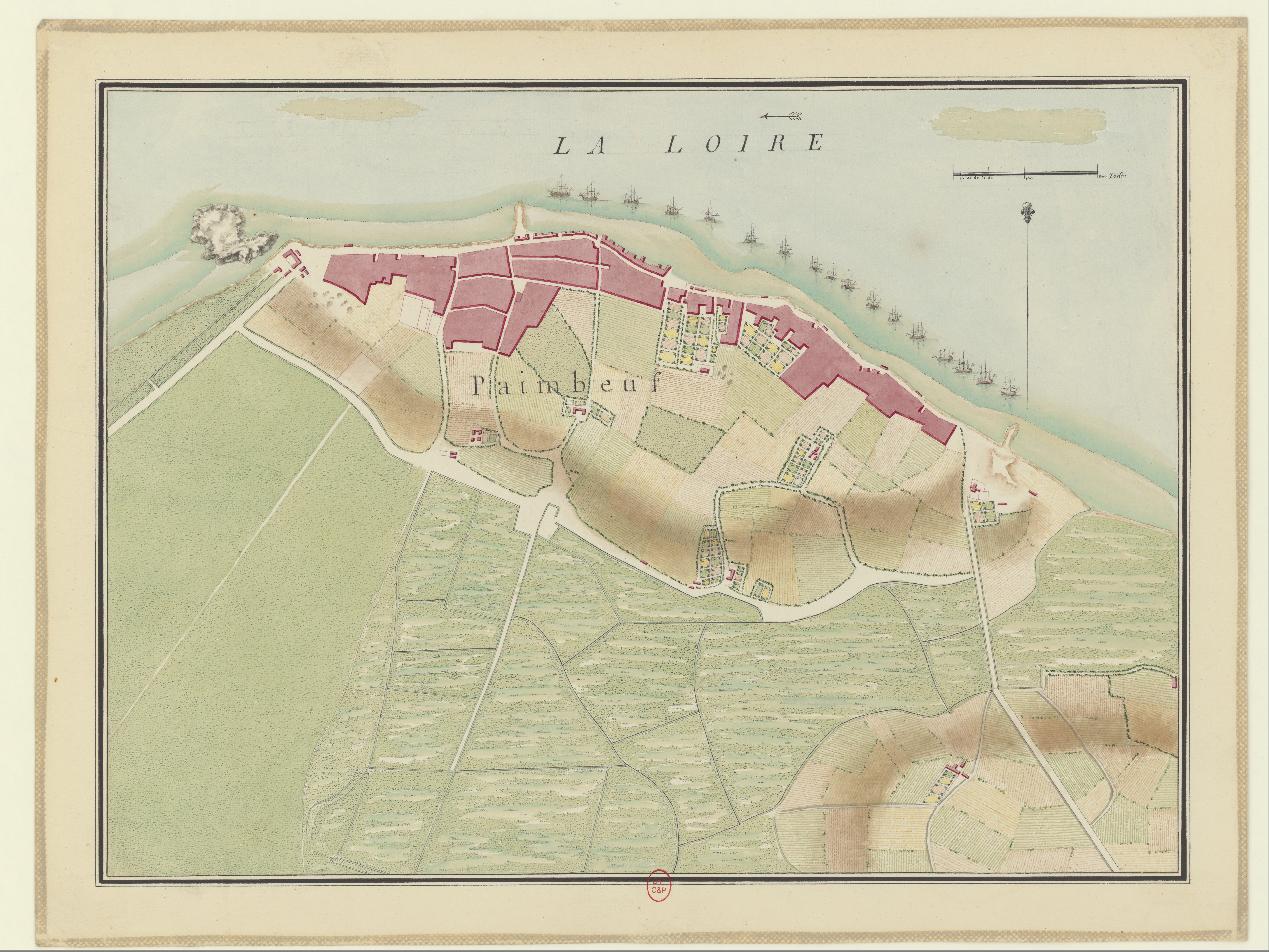
1777年に描かれたパンブフ港

我々は、パンブフの先史時代の痕跡を、メンヒルの存在を含めて見ることができる。
851年、アンジェにおいて西フランク王シャルルと、ブルターニュ王エリスポエが結んだ条約によって、ペイ・ド・レ、ペイ・ナンテ、ペイ・レンネは、ブルターニュ王の領土に決定的に併合されることになった。
中世のパンブフは、漁夫たちが暮らすロワール河岸の島であった。
17世紀半ばから、パンブフはかつてのブルターニュ公の都ナントの主要外港となった。トン数の大きな河川はロワール河口を通過できなかったのである。村は大西洋貿易の繁栄で成長し、徐々に全体が海上貿易から利益を得る都市となった。
フリゲート船ラ・メデューズは、パンブフのクリュシー工房で造船され、1810年7月に進水した。テオドール・ジェリコーは、1816年に沈没したラ・メデューズの生存者を主題に、『メデューズ号の筏』を描いている。
港周辺が急激に成長したため、パンブフの町は、高層で狭い住宅が互いに密集した、細長い皮ひものように細分化された状態となった。
パンブフは19世紀のロワール＝アンフェリウール県の主要4コミューンの1つで、1790年に郡庁が置かれた後、1801年には小郡庁所在地となった。フランス第二帝政時代、サン＝ナゼールの港湾地帯の発展が選ばれ、海上貿易の終焉の象徴となり、パンブフは徐々に衰退していった。町は1926年に郡庁を失い、サン＝ナゼール郡に含まれることになった。
しかし、この衰退は1875年に鉄道が建設され駅ができたことでストップがかけられた。しかし、路線は旅客鉄道が1939年に廃止され、1998年には貨物鉄道が廃止された。1906年には、パンブフからポルニックへ向かうメーターゲージのコート・ド・ジャード（fr、ヒスイ海岸）へ向かうリゾート向けの路線が開通したが、こちらも1939年に廃止された。
第二次世界大戦末期、サン・ナゼール・ポケットに立てこもるドイツ軍のため、パンブフを含む周辺コミューンは、フランスの他地域より9ヶ月長い占領期間を経験した（1944年8月から1945年5月まで）。

## 人口統計
| 1962年 | 1968年 | 1975年 | 1982年 | 1990年 | 1999年 | 2006年 | 2012年 |
| ------ | ------ | ------ | ------ | ------ | ------ | ------ | ------ |
| 3580   | 3802   | 3565   | 3321   | 2842   | 2762   | 3054   | 3228   |

source=1999年までLdh/EHESS/Cassini、2004年以降INSEE